# Erika Steinke

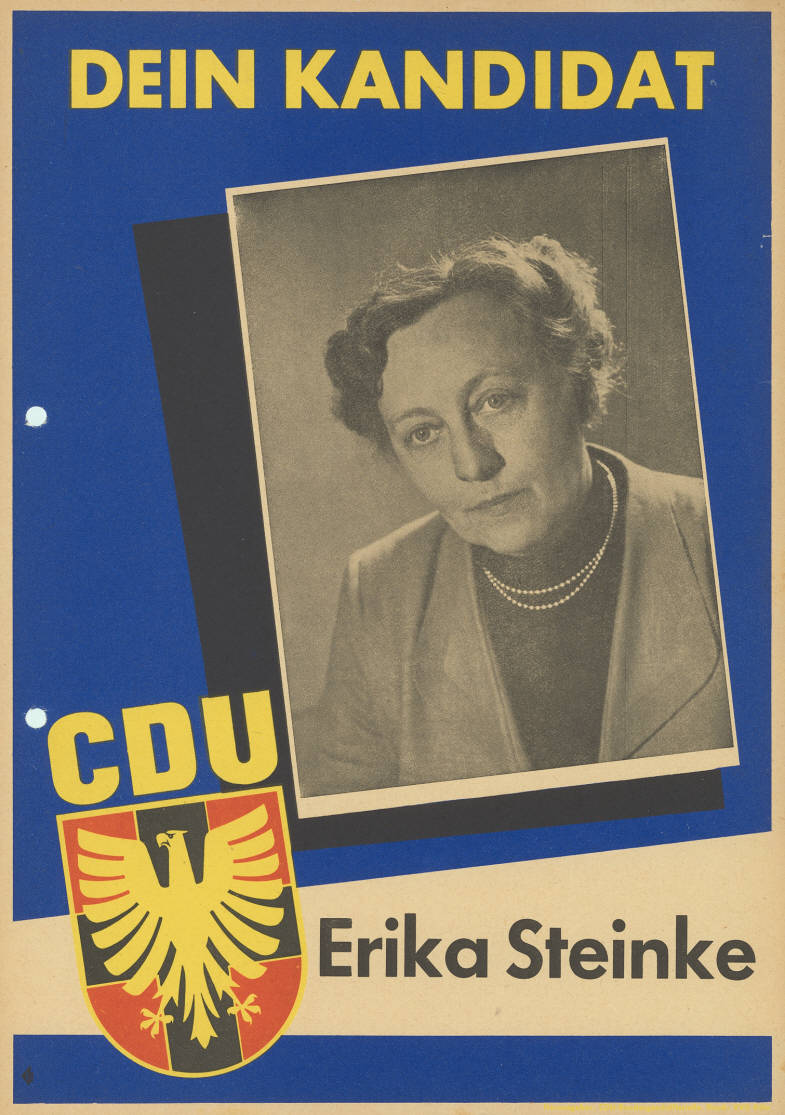
Erika Steinke einem Landtagswahlplakat 1954

Erika Steinke (* 31. August 1905 in Minden; † 13. Dezember 2005) war eine deutsche Politikerin (CDU). Sie war von 1954 bis 1966 Mitglied des Landtags von Nordrhein-Westfalen.

## Leben
Erika Steinke wurde in Minden geboren und wuchs in Herford auf, wo sie nach der Volksschule auf ein Lyzeum ging, das heutige Königin-Mathilde-Gymnasium. Nach Abschluss der Schule besuchte sie ein technisches Lehrerseminar in Bielefeld und war dann von 1926 bis 1933 als technische Lehrerin an der evangelischen Höheren Mädchenschule in Paderborn beschäftigt. Nach ihrer Heirat und der Geburt zweier Kinder zog sie mit ihrem Mann ins Sudetenland um.
Im Jahr 1945 floh Steinke nach der Vertreibung über die Tschechoslowakei und Österreich zurück nach Herford. Dort engagierte sie sich für die Belange der Flüchtlinge und Vertriebenen, leitete ab 1946 eine Vertriebenennähstube des Evangelischen Hilfswerkes in Herford und wurde 1947 Vorsitzende des Vertriebenenbeirates und der Vertriebenenorganisation der Stadt Herford.
Steinke engagierte sich in der CDU in verschiedenen Parteigruppen und -gremien, so war sie Mitglied des Herforder CDU-Kreisvorstands, Erste Vorsitzende der Frauenunion Herford, Mitglied des Landesvorstandes der Frauenunion NRW und Bezirksvorsitzende für Ostwestfalen, sowie Mitglied des Landesvertriebenenausschusses der CDU. Im Jahr 1948 wurde sie Stadträtin in Herford. Bei den Landtagswahlen 1954, 1958  und 1962 wurde Steinke jeweils über die Landesliste der CDU in den nordrhein-westfälischen Landtag gewählt, sie war Abgeordnete vom 13. Juli 1954 bis zum 23. Juli 1966. Steinke war Kuratoriumsmitglied der Stiftung Haus des Deutschen Ostens. Für ihr, wie es in der Ordensbegründung hieß, „uneigennütziges Wirken zum Besten der Flüchtlinge und Vertriebenen in Herford, im westfälischen Raum und im Lande Nordrhein-Westfalen.“ wurde Steinke von Bundespräsident Heinrich Lübke das Bundesverdienstkreuz 1. Klasse verliehen. Am 13. Dezember 2005 starb sie im Alter von 100 Jahren.